# Битва за Коррехідор (1945)
Битва за Коррехідор — бойові дії, які відбувалися з 16 по 26 лютого 1945 року між американськими військами та японським гарнізоном, який захищав фортецю на острові Коррехідор в Манільській затоці. Ця битва, поряд з битвою за Манілу та боями за півострів Батаан, була частиною Філіппінської кампанії 1944—1945 років на острові Лусон.
Здача Коррехідора в 1942 році та жахлива доля його 11 000 американських та філіппінських захисників, зробила Коррехідор більше ніж просто військовим об'єктом. Тому захоплення острова мало принципове значення як для Дугласа Макартура, так і для будь-якого американського солдата.

## Передумови
Японці почали свій наступ на Коррехідор з повітряного бомбардування 29 грудня 1941 року. Навіть після захоплення півострова Батаан продовжувався захист Коррехідору.
Мережа тунелів, що пронизувала пагорби, надійно захищала гарнізон острова, але більша частина оборонних споруд знаходилася на поверхні. До 4 травня 1942 року більшість гармат була знищена, водопостачання відсутнє. Наступного дня після обстрілу важкою артилерією, японці висадилися на острові втративши при висадці 900 вбитими та 1200 пораненими проти американських втрат 800 вбитими та 1000 пораненими.
Зважаючи на важливість острова, який захищав вхід в затоку Маніла, американці запланували окрему атаку на Коррехідор.

## Битва
Повітряне бомбардування Коррехідора почалося 23 січня 1945 року. Щоденні бомбардування тривали до 16 лютого. 13 лютого до бомбардування приєдналися ВМС США.
На світанку 16 лютого, перед висадкою, острів піддався бомбардуванню та обстрілу важкими бомбардувальниками Consolidated B-24 Liberator та винищувачами Douglas A-20 Havoc. О 08:33 почалася висадка повітряного десанту. Відразу зав'язалися жорсткі бої із захисниками острова.
Основний опір японців був придушений в перші дні операції, але незначні осередки японського опору билися до 26 лютого, коли Коррехідор був оголошений безпечним.